# Karl-Heinz Kramer (Sportschütze)
Karl-Heinz Kramer (* 21. Dezember 1925 in Binz; † 23. März 1965 ebenda) war ein deutscher Sportschütze im Wurfscheibenschießen in der Disziplin Trap.

## Leben und Karriere
Karl-Heinz Kramer belegte bei den Olympischen Spielen 1960 in Rom den 22. Platz. Er startete für die gesamtdeutsche Mannschaft (EUA).
1962 wurde Kramer in Kairo Vizeweltmeister mit der DDR-Mannschaft, zu der außer ihm noch Joachim Marscheider, Heinz Rehder und Gerhard Aßmus gehörten. Im Folgejahr wurde er bei der Europameisterschaft in Brünn im Einzel-Trap Europameister und Vizeeuropameister mit der gleichen Mannschaft von der WM im Vorjahr.
Bei den DDR-Meisterschaften wurde Kramer im Zeitraum von 1955 bis 1962 insgesamt 4× DDR-Meister, 3× DDR-Vizemeister und bekam 3× die Bronzemedaille.
Karl-Heinz Kramer starb bereits 1965 im Alter von 39 Jahren nach langer schwerer Krankheit in seinem Heimatort. Um seiner sportlichen Leistungen im Wurftaubenschießen zu gedenken, erschuf der PSV Grimmen 1997 den „Karl-Heinz Kramer Gedächtnis-Pokal“.

## Auszeichnungen
- 1960: Meister des Sports
- 1962: Verdienter Meister des Sports
- 1963: Ernst-Schneller-Medaille in Gold